# Orphan Train

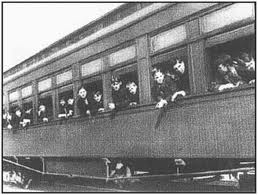
Orphan Train

Orphan Train Movement var ett övervakat välfärdsprogram som transporterade barn från överbefolkade östliga städer i USA till fosterhem som till stor del låg på landsbygden i Mellanvästern och hade ont om jordbruksarbete. Orphan Trains var i drift mellan 1854 och 1929 och omplacerade cirka 200 000 barn. Medgrundarna av rörelsen hävdade att barnen var föräldralösa, övergivna, misshandlade eller hemlösa, men detta var inte alltid sant. De var för det mesta barn till nya immigranter och barn till fattiga och utblottade familjer som bodde i dessa städer. Kritiken mot programmet handlar bland annat om ineffektiv bakgrundskontroll av vårdnadshavare, otillräcklig uppföljning av placeringar och att många barn utnyttjades som strikt slavarbetare.
Tre välgörenhetsinstitutioner, Children's Village (grundad 1851 av 24 filantroper), Children's Aid Society (grundat 1853 av Charles Loring Brace) och senare New York Foundling Hospital, strävade efter att flytta dessa barn. Institutionerna stöddes av förmögna donatorer och drevs av professionell personal. De tre institutionerna utvecklade ett program som placerade hemlösa, föräldralösa och övergivna stadsbarn, som uppgick till uppskattningsvis 30 000 enbart i New York City på 1850-talet, i fosterhem över hela landet. Barnen transporterades till sina nya hem på tåg som var märkta "orphan trains" eller "babytåg". Denna omlokalisering av barn upphörde 1930 på grund av minskat behov av jordbruksarbetskraft i Mellanvästern.

## Bakgrund
Det första barnhemmet i USA grundades 1729 i Natchez, Mississippi, men institutionella barnhem var ovanliga före början av 1800-talet. Släktingar eller grannar uppfostrade vanligtvis barn som hade förlorat sina föräldrar. Arrangemangen var informella och involverade sällan domstolar.
Runt 1830 exploderade antalet hemlösa barn i stora östliga städer som New York City. År 1850 fanns det uppskattningsvis mellan 10 000 och 30 000 hemlösa barn i New York City. Vid den tiden var New York Citys befolkning bara 500 000. En del barn blev föräldralösa när deras föräldrar dog i epidemier av tyfus, gula febern eller influensa. Andra övergavs på grund av fattigdom, sjukdom eller missbruk. Många barn sålde tändstickor, trasor eller tidningar för att överleva. För att skydda sig mot gatuvåldet gick de samman och bildade gäng.
År 1853 blev en ung präst vid namn Charles Loring Brace bekymrad över den svåra situationen för gatubarn (ofta kända som "gatuaraber"). Han grundade Children's Aid Society. Under det första året erbjöd Children's Aid Society i första hand pojkar religiös vägledning samt yrkes- och akademisk undervisning. Så småningom grundade sällskapet landets första härbärge för förrymda, Newsboys' Lodging House, där lösdrivarpojkar fick billig kost och logi samt grundläggande utbildning. Brace och hans kollegor försökte hitta jobb och hem åt enskilda barn, men de blev snart överväldigade av antalet som behövde placeras. Brace kom på idén att skicka grupper av barn till landsbygden för adoption.
Brace trodde att gatubarn skulle få ett bättre liv om de lämnade fattigdomen och utsvävningarna i New York City och istället uppfostrades av moraliskt hederliga bondefamiljer. Brace insåg behovet av arbetskraft i det expanderande jordbrukslandet och trodde att bönderna skulle välkomna hemlösa barn, ta in dem i sina hem och behandla dem som sina egna. Hans program skulle visa sig bli en föregångare till den moderna fosterhemsvården.
Efter att i ett år ha skickat barn till gårdar i närliggande Connecticut, Pennsylvania och på landsbygden i New York, genomförde Children's Aid Society sin första storskaliga expedition till Mellanvästern i september 1854.

## TermenOrphan train
Uttrycket "orphan train" användes första gången 1854 för att beskriva transporten av barn från deras hemtrakter via järnvägen. Termen "orphan train" användes dock inte i stor utsträckning förrän långt efter att programmet hade avslutats.
Children's Aid Society hänvisade till sin relevanta avdelning först som Emigrationsavdelningen, sedan som Home-Finding Department, och slutligen som Department of Foster Care. Senare skickade New York Foundling Hospital ut vad de kallade "baby" eller "barmhärtighetståg".
Organisationer och familjer använde i allmänhet termerna "familjeplacering" eller "utplacering" ("ut" för att skilja det från placering av barn "på" barnhem eller mentalsjukhus) för att hänvisa till passagerare på orphan train.
Den utbredda användningen av termen "orphan train" kan dateras till 1978, då CBS sände en fiktiv miniserie med titeln The Orphan Trains. En anledning till att begreppet inte användes av arbetsförmedlingar var att mindre än hälften av barnen som åkte tåg i själva verket var föräldralösa, och så många som 25 procent hade två föräldrar i livet. Barn där båda föräldrarna bodde hamnade på tågen – eller på barnhem – för att deras familjer inte hade pengar eller lust att ta hand om dem, eller för att de hade blivit misshandlade, övergivna eller rymt. Många tonårspojkar och flickor gick till föräldralösa tåg som sponsrade organisationer helt enkelt på jakt efter arbete eller en gratis biljett ut ur staden.
Termen "orphan trains" är också missvisande eftersom ett stort antal av de utplacerade barnen inte tog järnvägen till sina nya hem och en del reste inte ens särskilt långt. Den delstat som tog emot det största antalet barn (nästan en tredjedel av det totala antalet) var New York. Connecticut, New Jersey och Pennsylvania tog också emot ett stort antal barn. Under större delen av era ngjorde Children's Aid Society-byråkratin ingen skillnad mellan lokala placeringar och till och med de mest avlägsna placeringarna. De skrevs alla ner i samma böcker och sköttes på det hela taget av samma personer. Samma barn kan också placeras en gång i väst och nästa gång – om det första hemmet inte fungerade – i New York City. Beslutet om var barnet skulle placeras fattades nästan helt och hållet utifrån vilket alternativ som var mest tillgängligt just när barnet behövde hjälp.

## Det första Orphan train
Den första gruppen på 45 barn anlände till Dowagiac, Michigan, den 1 oktober 1854. Barnen hade rest i flera dagar under obekväma förhållanden. De åtföljdes av E. P. Smith från Children's Aid Society. Smith själv hade låtit två olika passagerare på flodbåten från Manhattan adoptera pojkar utan att kontrollera deras referenser. Smith lade till en pojke som han träffade på Albanys bangård – en pojke vars anspråk på föräldralöshet Smith aldrig brydde sig om att verifiera. Vid ett möte i Dowagiac spelade Smith på sina åhörares sympati samtidigt som han påpekade att pojkarna var händiga och att flickorna kunde användas för alla typer av hushållsarbete.
I en redogörelse för resan som publicerades av Children's Aid Society, sade Smith att för att få ett barn måste de sökande ha rekommendationer från sin pastor och en fredsdomare, men det är osannolikt att detta krav tillämpades strikt. I slutet av den första dagen hade femton pojkar och flickor placerats hos lokala familjer. Fem dagar senare hade ytterligare tjugotvå barn adopterats. Smith och de återstående åtta barnen reste till Chicago där Smith satte dem på ett tåg till Iowa City på egen hand där en pastor C. C. Townsend, som drev ett lokalt barnhem, tog emot dem och försökte hitta fosterfamiljer åt dem. Denna första expedition ansågs vara en sådan framgång att sällskapet i januari 1855 skickade ut ytterligare två grupper med hemlösa barn till Pennsylvania.

## Logistik
Kommittéer bestående av framstående lokala medborgare organiserades i de städer där tågen stannade. Dessa kommittéer var ansvariga för att ordna en plats för adoptionerna, göra reklam för evenemanget och ordna logi för den föräldralösa tåggruppen. Dessa kommittéer var också skyldiga att samråda med Children's Aid Society om lämpligheten hos lokala familjer som var intresserade av att adoptera barn.

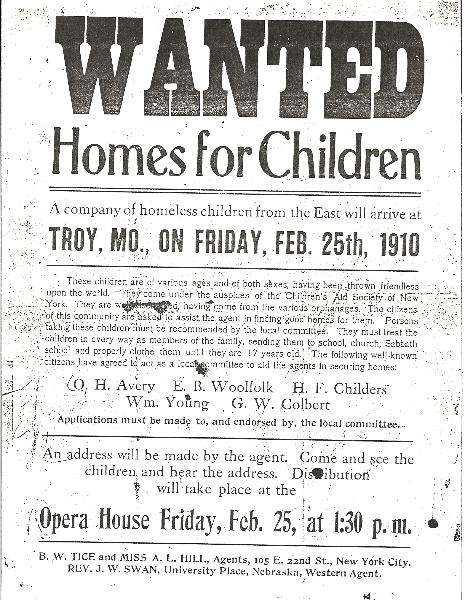
Flygblad för Orphan Train

Braces system satte sin tilltro till främlingars vänlighet. Föräldralösa tågbarn placerades gratis i hem och förväntades fungera som ett extra par händer för att hjälpa till med sysslorna på gården. Familjerna förväntades uppfostra dem på samma sätt som de skulle uppfostra sina naturligt födda barn, förse dem med anständig mat och kläder, en "gemensam" utbildning och 100 dollar när de fyllde tjugoett. Äldre barn som placerades av The Children's Aid Society skulle få betalt för sitt arbete. Laglig adoption krävdes inte.
Enligt Children's Aid Societys "Villkor för placering av pojkar i hem" skulle pojkar under tolv år "behandlas av de sökande som ett av sina egna barn i fråga om skolgång, klädsel och uppfostran" och pojkar mellan tolv och femton år skulle "skickas till en skola en del av varje år". Representanter från föreningen skulle besöka varje familj en gång om året för att kontrollera läget, och barnen förväntades skriva brev tillbaka till föreningen två gånger om året. Det fanns bara en handfull agenter för att övervaka tusentals placeringar.
Innan de gick ombord på tåget kläddes barnen i nya kläder, fick en bibel och placerades i vård av representanter från Children's Aid Society som följde med dem västerut. Få barn förstod vad som hände med dem. När de väl gjorde det varierade deras reaktioner från förtjusning över att ha hittat en ny familj till ilska och förbittring över att bli "uteslutna" när de hade släktingar "hemma".
De flesta barnen på tågen var vita. Ett försök gjordes att placera icke-engelsktalande med personer som talade deras språk.
Spädbarn var lättast att placera, men det var alltid svårt att hitta hem till barn över 14 år på grund av oro för att de var för rigida i sina vanor eller kanske hade dåliga vanor. Barn som var fysiskt eller psykiskt handikappade eller sjuka var svåra att hitta hem för. Även om många syskon skickades ut tillsammans på föräldralösa tåg, kunde blivande föräldrar välja att ta med sig ett enda barn och separera syskon.
Många föräldralösa barn kom att bo hos familjer som lade beställningar som angav ålder, kön och hår- och ögonfärg. Andra paraderades från depån till en lokal teater, där de placerades uppe på scenen, därav ursprunget till termen "up for adoption". Enligt en utställningspanel från National Orphan Train Complex turades barnen om att säga sina namn, sjunga en liten sång eller 'säga ett stycke'. Enligt Sara Jane Richter, professor i historia vid Oklahoma Panhandle State University, hade barnen ofta obehagliga upplevelser. "Folk kom och petade på dem och tittade och kände och såg hur många tänder de hade."
I pressen skildras ett spektakel och en stundtals auktionsliknande stämning när en ny grupp barn anländer. "En del beställde pojkar, andra flickor, andra föredrog ljusa barn, andra mörka, och beställningarna fylldes i ordentligt och varje nybliven förälder var förtjust", rapporterade The Daily Independent från Grand Island, Nebraska i maj 1912. De var mycket friska barn och så söta som så.
Brace samlade in pengar till programmet genom sina skrifter och tal. Förmögna människor sponsrade ibland tåglaster med barn. Charlotte Augusta Gibbs, hustru till John Jacob Astor III, hade skickat 1 113 barn västerut på tågen fram till 1884. Järnvägarna gav rabatterade biljettpriser till barnen och de agenter som tog hand om dem.

## Omfattningen av rörelsen med orphan trains
Children's Aid Society skickade i genomsnitt 3 000 barn med tåg varje år från 1855 till 1875. Tågeb skickades till 45 delstater, liksom till Kanada och Mexiko. Under de första åren var det Indiana som tog emot flest barn. I början av Children's Aid Societys program för föräldralösa barn skickades inte barn till sydstaterna, eftersom Brace var en ivrig abolitionist.
På 1870-talet hade New York Foundling Hospital och New England Home for Little Wanderers i Boston egna program för tågen.

## New York Foundling Hospital "Mercy Trains"
New York Foundling Hospital grundades 1869 av syster Mary Irene Fitzgibbon från Sisters of Charity i New York som ett härbärge för övergivna spädbarn. Systrarna arbetade tillsammans med präster i hela Mellanvästern och södern i ett försök att placera dessa barn i katolska familjer. Hittebarnssjukhuset skickade spädbarn och småbarn till i förväg arrangerade romersk-katolska hem från 1875 till 1914. Församlingsmedlemmar i destinationsregionerna ombads att ta emot barn, och församlingspräster gav ansökningar till godkända familjer. Denna praxis var först känd som "Baby Train" och senare "Mercy Train". På 1910-talet placerades 1 000 barn om året i nya familjer.

## Kritik
Professor Linda McCaffery vid Barton County Community College förklarade de många olika upplevelserna med orphan trains: "Många användes som strikt slavarbete, men det finns historier, underbara historier om barn som hamnade i fina familjer som älskade dem, omhuldade dem [och] utbildade dem."
Föräldralösa tågbarn stötte på hinder som sträckte sig från fördomar från klasskamrater för att de var "tågbarn" till att känna sig som outsiders i sina familjer under hela sina liv. Många människor på landsbygden betraktade de föräldralösa tågbarnen med misstänksamhet, som oförbätterliga avkommor till drinkare och prostituerade.
Kritiken mot tågen handlade om oron för att de första placeringarna gjordes i all hast, utan ordentlig utredning, och att det inte gjordes någon otillräcklig uppföljning av placeringarna. Välgörenhetsorganisationer kritiserades också för att inte hålla koll på barn som placerades medan de var under deras vård. År 1883 gick Brace med på en oberoende utredning. Det visade sig att de lokala kommittéerna var ineffektiva när det gällde att granska fosterföräldrar. Tillsynen var slapp. Många äldre pojkar hade sprungit iväg. Men den övergripande slutsatsen var positiv. Majoriteten av barnen under fjorton år levde ett tillfredsställande liv.
Det var meningen att de som ansökte om barn skulle kontrolleras av kommittéer bestående av lokala affärsmän, ministrar eller läkare, men kontrollen var sällan särskilt noggrann. Präster, domare och andra lokala ledare i småstäderna var ofta ovilliga att avvisa en potentiell fosterförälder som olämplig om han också var en vän eller kund.
Åtskilliga barn förlorade sin identitet genom påtvingade namnbyten och upprepade flyttar. År 1996 sa Alice Ayler: "Jag var en av de mer lyckligt lottade eftersom jag känner till mitt arv. De tog bort identiteten hos de yngre barnen genom att inte tillåta kontakt med det förflutna."
Många barn som placerades västerut hade överlevt på gatorna i New York, Boston eller andra stora städer i öst och var i allmänhet inte de lydiga barn som många familjer förväntade sig att de skulle vara. År 1880 skrev en herr Coffin från Indiana i en ledare: "Barn som på detta sätt kastas ut från städerna är en källa till mycken korruption på de platser på landsbygden där de hamnar. ... Väldigt få sådana barn är användbara."
En del invånare på flyktingläger anklagade dem för att tågen dumpade oönskade barn från öst till samhällen i väst. År 1874 anklagade National Prison Reform Congress att dessa metoder ledde till ökade kostnader för kriminalvård i västern.
Äldre pojkar ville ha betalt för sitt arbete, ibland bad de om extra lön eller så lämnade de en placering för att hitta en högre betald placering. Uppskattningsvis var det unga män som initierade 80 procent av placeringsförändringarna.
Ett av de många barn som åkte med tåget var Lee Nailing. Lees mor dog av sjukdom. Efter hennes död hade Lees far inte råd att behålla sina barn. Ett annat föräldralöst barn hette Alice Ayler. Alice åkte tåg eftersom hennes ensamstående mor inte kunde försörja sina barn. Innan resan levde de på "bär" och "grönt vatten". Katolska präster hävdade att vissa välgörenhetsorganisationer medvetet placerade katolska barn i protestantiska hem för att ändra sina religiösa sedvänjor. Sällskapet för skydd av utblottade romersk-katolska barn i staden New York (känt som protektoratet) grundades 1863. Protektoratet drev barnhem och startade program för katolska ungdomar som svar på Braces protestantiskt centrerade program. Liknande anklagelser om konvertering genom adoption framfördes när det gällde placeringen av judiska barn.
Inte alla av de föräldralösa barnen var riktiga föräldralösa, men de klassificerades som föräldralösa efter att de med tvång tagits bort från sina biologiska familjer och transporterats till andra stater. En del hävdade att detta var ett medvetet mönster som syftade till att splittra invandrade katolska familjer.  En del motståndare motsatte sig placering av barn hos västerländska familjer och såg kontraktsanställning som en form av slaveri.
Orphan trains var måltavlor för stämningar, vanligtvis inlämnade av föräldrar som försökte få tillbaka sina barn. Stämningar lämnades ibland in av mottagande föräldrar eller mottagande familjemedlemmar som hävdade att de antingen förlorat pengar eller skadats till följd av placeringen.
Minnesota State Board of Corrections and Charities granskade placeringar av föräldralösa tåg i Minnesota mellan 1880 och 1883. Socialstyrelsen fann att även om barn hastigt placerades i sina placeringar utan ordentliga utredningar, var det bara ett fåtal barn som blev "depraverade" eller misshandlade. Granskningen kritiserade lokala kommittémedlemmar som påverkades av påtryckningar från rika och viktiga personer i sitt samhälle. Nämnden påpekade också att äldre barn ofta placerades hos bönder som förväntade sig att tjäna pengar på deras arbete. Styrelsen rekommenderade att avlönade ombud skulle ersätta eller komplettera de lokala kommittéerna med att utreda och granska alla ansökningar och placeringar.
En komplicerad rättegång uppstod vid en placering i Arizonaterritoriet 1904, dit New York Foundling Hospital skickade 40 vita barn mellan 18 månader och 5 år för att kontrakteras till katolska familjer i en församling. De familjer som godkändes för placering av den lokala prästen identifierades som "mexikanska indianfamiljer" i den efterföljande rättstvisten. Nunnorna som eskorterade dessa barn var omedvetna om de rasmotsättningar som fanns mellan lokala anglo- och mexikanska grupper och som ett resultat av detta placerade de vita barn hos mexikanska indianfamiljer. En grupp vita män, som beskrevs som "snudd på en lynchmobb", tog med våld barnen från de mexikanska indianhemmen och placerade de flesta av dem hos anglofamiljer. Några av barnen skickades tillbaka till Hittebarnssjukhuset, men 19 av dem stannade kvar hos familjerna i Anglo Arizona-territoriet. Hittebarnssjukhuset lämnade in en stämningsansökan om habeas corpus i vilken man begärde att barnen skulle återlämnas. Arizonas högsta domstol slog fast att barnens bästa krävde att de stannade kvar i sina nya hem i Arizona. Efter överklagande beslutade USA:s högsta domstol att inlämnandet av en habeas corpus-stämning som syftade till att ett barn skulle återlämnas utgjorde en otillbörlig användning av stämningen. Habeas corpus-stämningar bör användas "endast i fall av arrestering och påtvingat frihetsberövande under täckmantel eller anspråk på domstolsbeslut", och de bör inte användas för att erhålla eller överföra vårdnaden om barn. På den tiden var dessa händelser väl dokumenterade i publicerade tidningsartiklar med titeln "Spädbarn säljs som får" och berättade för läsarna att New York Foundling Hospital "i åratal har skickat barn i billaster över hela landet, och de ges bort och säljs som boskap."

## Slutet på Orphan train
I takt med att västern blev koloniserad minskade efterfrågan på adoptivbarn. Dessutom började städer i Mellanvästern som Chicago, Cleveland och Saint Louis uppleva de försummade barnproblem som New York, Boston och Philadelphia hade upplevt i mitten av 1800-talet. Dessa städer började söka efter sätt att ta hand om sin egen föräldralösa befolkning.
År 1895 antog Michigan en lag som förbjöd barn utanför staten att placeras lokalt utan betalning av en borgen som garanterade att barn som placerades i Michigan inte skulle bli en offentlig belastning i staten. Liknande lagar antogs av Indiana, Illinois, Kansas, Minnesota, Missouri och Nebraska. Förhandlade avtal mellan en eller flera välgörenhetsorganisationer i New York och flera delstater i väst gjorde det möjligt att fortsätta placera barn i dessa delstater. I sådana avtal ingick stora borgensförbindelser som säkerhet för placerade barn. År 1929 löpte dock dessa avtal ut och förnyades inte eftersom välgörenhetsorganisationerna ändrade sina strategier för att stödja barnomsorgen.
Slutligen minskade behovet av tåg för föräldralösa barn i och med att lagstiftning antogs som gav stöd till familjer i hemmet. Välgörenhetsorganisationer började utveckla program för att stödja utblottade och behövande familjer, vilket begränsade behovet av ingripanden för att placera barn.

## Arvet efter programmet
Mellan 1854 och 1929 reste uppskattningsvis 200 000 amerikanska barn västerut med tåg på jakt efter nya hem.
Children's Aid Society bedömde barnen som framgångsrika om de växte upp till "trovärdiga medlemmar av samhället", och frekventa rapporter dokumenterade framgångshistorierna. En undersökning från 1910 kom fram till att 87 procent av de barn som skickades till hem på landet hade "klarat sig bra", medan 8 procent hade återvänt till New York och de övriga 5 procenten antingen hade dött, försvunnit eller blivit arresterade.
Braces uppfattning att barn tas om hand bättre av familjer än på institutioner är den mest grundläggande principen i dagens fosterhem.

## Organisationer

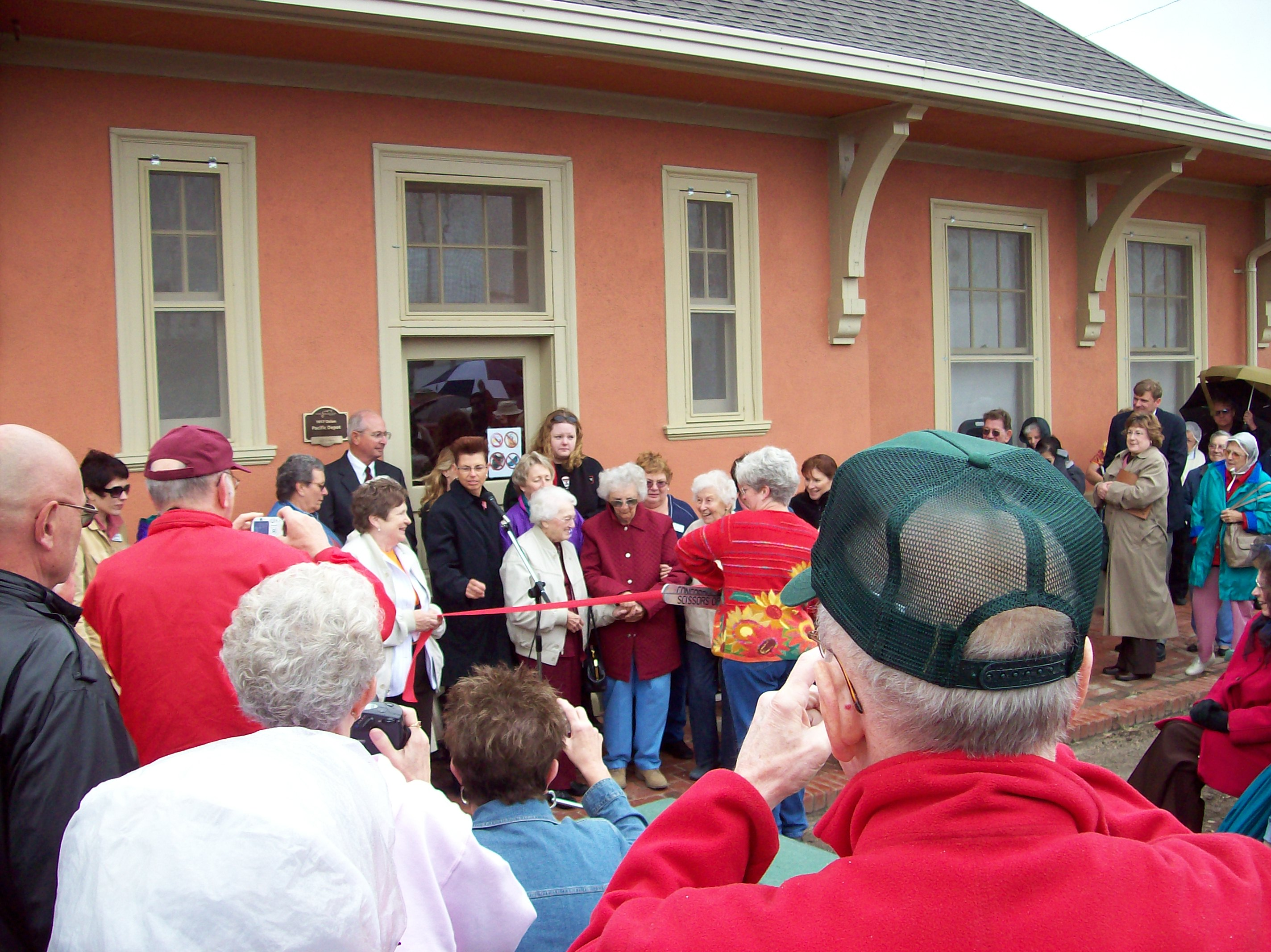
National Orphan Train Complex

Orphan Train Heritage Society of America, Inc. grundades 1986 i Springdale, Arkansas, och bevarar historien om eran av Orphan trains. National Orphan Train Complex i Concordia, Kansas är ett museum och forskningscenter tillägnat Orphan Train Movement, de olika institutioner som deltog och de barn och agenter som åkte med tågen. Museet ligger vid den restaurerade Union Pacific Railroad Depot i Concordia, som är listad på National Register of Historic Places. Komplexet har ett arkiv med resenärernas berättelser och rymmer en forskningsanläggning. Tjänster som erbjuds av museet inkluderar forskning, utbildningsmaterial och en samling foton och andra memorabilia.
The Louisiana Orphan Train Museum grundades 2009 i en restaurerad Union Pacific-godsdepå i Le Vieux Village Heritage Park i Opelousas, Louisiana. Museet har en samling originaldokument, kläder och fotografier av föräldralösa tågbarn som både barn och vuxna. Den fokuserar särskilt på hur barnen assimilerades i södra Louisiana, eftersom majoriteten var lagligt adopterade till sina fosterfamiljer. Museet är också säte för Louisiana Orphan Train SocietyLouisiana Orphan Train Society. Föreningen, som grundades 1990 och lagfästes 2003, bemannar det volontärdrivna museet, bedriver historisk uppsökande verksamhet, forskar i barnens berättelser och är värd för ett stort årligt evenemang som liknar en släktträff.